# Партия даякского единства
Па́ртия дая́кского еди́нства (индон. Partai Persatuan Dayak, PPD) — политическая партия Индонезии. Представляла интересы даяков; была одной из нескольких индонезийских политических партий, выступавших с националистических позиций. Одним из основателей и видным лидером партии был Уваанг Урей, первый губернатор Западного Калимантана.

## Основание партии и ранний период её истории
30 октября 1945 года в Путуссибау была основана ассоциация Даяки в действии (англ. Daya in Action). Большинство основателей этой организации, в том числе её лидер Палаунсоека (индон. F.C. Palaunsoeka), работали учителями. Яванский пастор А.Адикардьяна (индон. A. Adikardjana)сыграл важную роль в основании движения. Спустя год после своего основания, движение было преобразовано в политическую партию. В октябре 1946 года, Гражданская администрация Нидерландской Индии назначила семь членов партии в Совет Западного Калимантана (в котором всего было 40 мест). Половина членов административного правления Специального региона Западный Калимантан была от Партии даякского единства; ими были Уваанг Урей, Лим Бак Менг (индон. Lim Bak Meng) (китаец католического вероисповедания) и А. Ф. Корак (индон. A.F. Korak).
В то же время, партия находилась в двусмысленном положении по отношению к голландцам. Руководство партии искало сотрудничество с голландской администрацией, чтобы укрепить своё положение, но в то же время критиковала вмешательство голландцев в дела даяков.

## Выборы 1955 года
На парламентских выборах 1955 года партия получила 146 054 голоса (0.4 %) и одно место в Совете народных представителей от Западного Калимантана. Партия получила 33,1 % голосов в Западном Калимантане, заняв второе место по количеству голосов в регионе (после Машуми). Однако, в Южном Калимантане партия получила только 1,5 % голосов (в районах Центрального Калимантана, где преобладали даяки — 6,2 %). На выборах в провинциальный совет Западного Калимантана в том же году партия получила 9 из 29 мест.

## Запрет партии
В 1959 году президент Сукарно запретил все политические партии, созданные по этническому признаку, в том числе и Партию даякского единства. Некоторые лидеры партии продолжили свою политическую карьеру в других партиях. Уваанг Урей вступил в Партию Индонезии (Partindo), другие лидеры присоединились к Католической партии.